# Pistola aplicadora tèrmica
La pistola aplicadora tèrmica és una màquina que serveix per aferrar tot tipus d'objectes amb adhesiu termofusible. La pistola utilitza una resistència escalfadora per fondre la barreta d'adhesiu termofusible plàstic, que pot ser empesa a través de la pistola per un gallet o directament per l'usuari amb la mà.